# Vexilace

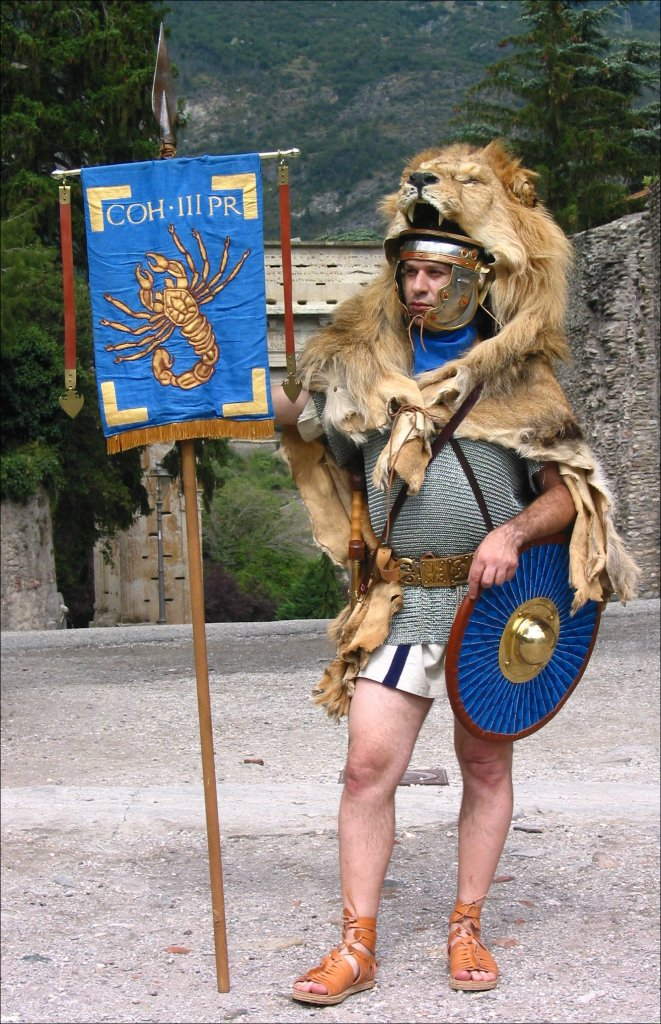
Standarta římské vexilace

Vexilace (latinsky vexillatio, plurál vexillationes) byla detašovaná vojenská jednotka v síle jedné nebo několika kohort. Tento bojový útvar byl vydělován z vlastní jednotky, jíž byla obvykle legie, z důvodu rychlejší a pružnější reakce na vzniklá ohrožení či pro potřeby vojenských tažení. Název tohoto oddílu je odvozen z jeho standarty, červené zástavy nazývané vexillum, nesoucí jméno a symbol legie. Od 3. století se vexilace začaly vyvíjet v trvale samostatné formace.